# Jack Sock
Jack Sock (Lincoln, 24 settembre 1992) è un ex tennista statunitense.
Ha ottenuto i migliori risultati in doppio, specialità nella quale ha vinto 17 titoli nel circuito maggiore tra cui spiccano tre tornei del Grande Slam (Wimbledon 2014 e 2018 e US Open 2018), le ATP Finals 2018 e quattro tornei Masters 1000, oltre alla medaglia di bronzo alle Olimpiadi 2016. In doppio misto ha vinto gli US Open 2011 e si è inoltre aggiudicato la medaglia d'oro ai Giochi di Rio del 2016.
Si è distinto anche in singolare conquistando 4 titoli ATP, in particolare nel 2017 vincendo il Masters 1000 di Parigi-Bercy e qualificandosi per le ATP Finals, dove è arrivato in semifinale. I suoi migliori ranking ATP sono stati il 2º in doppio e l'8º in singolare, raggiunti rispettivamente nel settembre 2018 e novembre 2017. Dopo l'infortunio al pollice subito a inizio 2019, il suo rendimento è calato vistosamente, uscendo dalla top 100 del ranking in entrambe le specialità.

## Carriera

### Tornei scolastici e nel circuito juniores ITF
Fin da giovane ottiene ottimi risultati, vince per quattro anni consecutivi il titolo di campione scolastico del Kansas, primo a riuscirci dopo Rhain Buth nel 1990, e nelle 80 partite giocate nel quadriennio trascorso alle scuole superiori ottiene solo vittorie perdendo solo un set. Non è molto attivo nel circuito juniores ITF, ottiene comunque grandi risultati negli US Open di categoria raggiungendo la semifinale in doppio nel 2009 e vincendo il torneo di singolare nel 2010, battendo in finale in tre set Denis Kudla. Dato l'esiguo numero di tornei a cui ha partecipato, dopo il trionfo a New York non va oltre il 22º posto nella classifica mondiale, che sarà il suo miglior ranking da juniores. Vince inoltre nel 2010 e 2011 il titolo nazionale USA Under-18 a Kalamazoo.

### 2009-2010, inizi da professionista e primi titoli ITF
Fa il suo esordio tra i professionisti nel circuito ITF nel marzo 2009 e vince il suo primo incontro in ottobre al torneo ITF U.S.A. F25, dove si spinge fino alle semifinali e guadagna i suoi primi 7 punti nel ranking. Il mese successivo vince a 17 anni il suo primo titolo da professionista nel torneo U.S.A. F29, sconfiggendo in finale in 3 set Artem Sitak. Nel febbraio 2010 fa la sua prima apparizione nel circuito maggiore e viene eliminato al primo turno di qualificazione a Delray Beach. Grazie al trionfo in settembre nel torneo juniores degli US Open, a fine mese riceve una wild card per il tabellone principale dei professionisti degli stessi US Open e, al suo debutto nel circuito maggiore, viene eliminato al primo turno in 4 set dal nº 63 ATP Marco Chiudinelli. In novembre vince il suo primo titolo ITF in doppio all'U.S.A. F30.

### 2011, titolo in doppio misto agli US Open
Nel febbraio 2011 torna a competere a Delray Beach, venendo eliminato al primo turno nel main draw di doppio e al secondo turno di qualificazione in singolare. La settimana successiva fa il suo debutto nell'ATP Challenger Tour a Dallas e raggiunge i quarti di finale dopo aver sconfitto la testa di serie nº 3 Björn Phau. Tre settimane dopo gioca per la prima volta in un torneo Masters 1000 a Miami e perde al primo turno sia in singolare che in doppio. A fine agosto ottiene una wild card per il tabellone principale degli US Open 2011, sia in singolare che in doppio e doppio misto. Vince il suo primo incontro del circuito maggiore in singolare superando in quattro set il nº 97 ATP Marc Gicquel, ottenendo la prima vittoria su un top 100, e nel match successivo viene eliminato da Andy Roddick. Nel doppio maschile non supera il primo turno ma vince a sorpresa il titolo nel doppio misto, in coppia con Melanie Oudin; durante il torneo eliminano tra gli altri le teste di serie numero 1 e detentori del titolo Bob Bryan / Liezel Huber e in finale superano la coppia formata da Gisela Dulko ed Eduardo Schwank. In ottobre disputa la sua prima finale Challenger nel torneo di doppio di Sacramento in coppia con Nicholas Monroe e vengono sconfitti in 3 set da Carsten Ball / Chris Guccione.

### 2012, prima volta ai quarti in un torneo ATP e primo titolo Challenger, top 200 nei ranking di singolare e di doppio
Nel febbraio 2012 ottiene una wild-card per il torneo ATP 250 di San Jose e viene eliminato al primo turno da Denis Kudla, mentre raggiunge i quarti in doppio. In luglio vince il suo secondo incontro in singolare in un torneo ATP a Newport e la settimana dopo gli viene assegnata un'altra wild-card per l'Atlanta Open, dove raggiunge per la prima volta i quarti di finale ATP prima di arrendersi a John Isner con il risultato di 7–6(7), 6-4. Agli US Open si spinge fino al terzo turno, dove strappa un set al nº 12 del mondo Nicolás Almagro. In doppio assieme a Steve Johnson si ferma al secondo turno, dopo aver eliminato al primo le teste di serie nº 1 Maks Mirny / Daniel Nestor, risultato che lo fa entrare per la prima volta nella top 200 del ranking di doppio. In ottobre conquista il suo primo trofeo Challenger a Tiburon battendo in finale Miša Zverev per 6-1, 1-6, 7–6(3). Il successo gli fa risalire 55 posizioni in singolare e fissa il suo nuovo miglior ranking alla 165ª, chiudendo la stagione alla 150ª dopo la finale persa nel Challenger di Champaign.

### 2013, 1 titolo ATP in doppio, 1 titolo Challenger in singolare e top 100 nei ranking
Nel gennaio 2013 fa la sua prima esperienza all'Australian Open ed è costretto al ritiro durante il primo incontro di qualificazione. In febbraio gli specialisti del doppio fratelli Bryan devono ricorrere a due tie-break per eliminare Sock e Johnson al primo turno di San Jose. Al primo turno del successivo ATP 500 di Memphis sconfigge per la prima volta un top 20, il nº 14 Milos Raonic, ed esce nei quarti per mano di Feliciano López. Sempre a Memphis disputa la sua prima finale ATP in doppio maschile con James Blake, e nel confronto con i fratelli Bryan raccolgono appena 3 giochi. Il 3 marzo conquista il suo primo titolo ATP vincendo in coppia con lo stesso Blake il torneo di doppio a Delray Beach, grazie alla vittoria su Maks Mirny / Horia Tecău con il punteggio di 6–4, 6–4, risultato che lo porta nella top 100 del ranking. In maggio prende parte per la prima volta al Roland Garros dopo aver superato le qualificazioni senza perdere set; supera al primo turno Guillermo García López e viene eliminato da Tommy Haas. Si ferma al secondo turno anche nel torneo di doppio. Alla sua prima esperienza a Wimbledon viene eliminato al primo turno di qualificazione. In luglio vince il suo secondo Challenger a Winnetka, sconfiggendo in finale Bradley Klahn ed entra nella top 100 in singolare, all'84º posto. Sempre a Winnetka perde la finale in doppio. Tra i risultati di fine stagione spicca il terzo turno raggiunto in singolare agli US Open. Chiude il 2013 a ridosso della top 100 in entrambe le specialità, dopo essere stato 77º in doppio e 78º in singolare.

### 2014, titoli a Wimbledon e in un torneo ATP e 13º del ranking in doppio, top 50 in singolare
Inizia il 2014 al torneo di Auckland dove giunge fino ai quarti e viene sconfitto da Bautista Agut. Supera per la prima volta il primo turno all'Australian Open e perde al secondo da Gaël Monfils. Nella prima parte della stagione si mette in luce anche in doppio in coppia con Ryan Harrison, spingendosi fino alle semifinali a Delray Beach e soprattutto al Masters 1000 di Miami. Il 5 luglio assieme a Vasek Pospisil (una coppia fino ad allora inedita) ottiene un sorprendente successo nel torneo di doppio di Wimbledon, sconfiggendo all'atto finale gli esperti fratelli Bryan per 7-5 al quinto set. Compie un balzo di 68 posti nel ranking salendo in 31ª posizione. Tre settimane dopo vince anche il secondo torneo giocato con Pospisil, sconfiggendo in 3 set nella finale di Atlanta la coppia Steve Johnson / Sam Querrey. Continua a risalire la classifica di doppio e arriva al 13º posto dopo le finali raggiunte in agosto al Masters di Cincinnati e in ottobre a Stoccolma. Progredisce anche in singolare, grazie alle semifinali di Newport e Atlanta e ad altri buoni risultati che gli consentono di chiudere la stagione con il nuovo best ranking al 42º posto. In dicembre si sottopone a un'operazione al muscolo pelvico lacerato.

### 2015, 3 titoli e top 10 in doppio, primo titolo ATP e top 30 in singolare
Rientra in marzo al Masters 1000 di Indian Wells e conquista il titolo in doppio con Pospisil, sconfiggendo in finale Simone Bolelli / Fabio Fognini, risultato che lo proietta nella top 10. I due arrivano in finale anche al successivo Miami Masters e vengono battuti 10-8 al terzo set dai fratelli Bryan. Il 12 aprile 2015 vince il suo primo titolo ATP in singolare agli U.S Men's Clay Court Championships di Houston sconfiggendo in finale Sam Querrey dopo due tiebreak. Con i quarti di finale in doppio al Madrid Masters sale al 6º posto e si conferma con la semifinale agli Internazionali d'Italia. Al Roland Garros raggiunge per la prima volta in singolare il quarto turno di uno Slam battendo nell'ordine Dimitrov, Carreño Busta e Ćorić prima di essere sconfitto in quattro set da Nadal. Con questa prestazione migliora il suo best ranking portandosi al 31º posto ATP. Nel torneo di doppio esce ai quarti. A Wimbledon perde al primo turno da Samuel Groth mentre in doppio non va oltre il terzo turno, perde gran parte dei punti guadagnati con il trionfo dell'anno prima e scende in 18ª posizione.
A Newport si spinge in semifinale e viene sconfitto da Ivo Karlović. Ad Atlanta, dove difende la semifinale del 2014, perde in due set al primo turno contro il qualificato Denis Kudla. A Washington cede nei quarti a Steve Johnson. A Montréal batte al 2º turno Dimitrov e viene eliminato da Novak Đoković: a fine torneo migliora il ranking arrivando al 29º posto. In ottobre torna a vincere un torneo in doppio con Pospisil a Pechino, due settimane dopo conquista con Monroe il titolo al 250 di Stoccolma, dove viene sconfitto nella finale del singolare da Tomáš Berdych. Il 31 ottobre disputa la semifinale di Basilea contro il padrone di casa Roger Federer, perde in due set ma a fine torneo raggiunge la 25ª posizione nella classifica ATP. Conclude la stagione con la finale insieme a Pospisil al Masters 1000 di Parigi-Bercy, persa per 10-5 nel set decisivo contro Ivan Dodig / Marcelo Melo.

### 2016, medaglia d'oro e di bronzo olimpica, 2 titoli ATP in doppio
Raggiunge la finale a Auckland nel suo primo torneo stagionale, dopo aver sconfitto in semifinale il nº 8 del mondo David Ferrer; è costretto al ritiro nel match per il titolo, che stava perdendo 1-6, 0-1 contro Roberto Bautista Agut. A fine torneo sale al 22º posto del ranking. Nel doppio dell'Australian Open viene eliminato nei quarti in coppia con Pospisil. All'Indian Wells Masters i due perdono la finale contro Pierre-Hugues Herbert / Nicolas Mahut. In aprile perde in 3 set la finale di Houston contro Juan Mónaco. Non supera il terzo turno in singolare nei Masters di Madrid e Roma e negli Slam del Roland Garros e Wimbledon; a Roma Sock e Pospisil vengono sconfitti in finale del torneo di doppio dai fratelli Bryan. In luglio batte Marin Čilić nel primo singolare dei quarti di Coppa Davis contro la Croazia e perde l'incontro decisivo contro Borna Ćorić, che decreta l'eliminazione per 3-2 degli Stati Uniti.
Il 14 agosto si laurea campione olimpico ai Giochi di Rio nel doppio misto in coppia con Bethanie Mattek-Sands, sconfiggendo in finale Venus Williams / Rajeev Ram con il punteggio di 6-7, 6-1, [10-7]. Nel doppio maschile gioca con Steve Johnson e cedono in semifinale a Florin Mergea / Horia Tecău, si aggiudicano quindi il bronzo superando nella finalina Daniel Nestor / Vasek Pospisil. Nel torneo olimpico di singolare viene eliminato al primo turno.
Batte nuovamente il nº 9 ATP Cilic al terzo turno degli US Open e viene poi eliminato da Jo-Wilfried Tsonga. Al torneo di doppio dell'ATP 500 di Pechino arriva in finale con Bernard Tomić e perdono 8-10 al terzo set contro Pablo Carreño Busta / Rafael Nadal. Al successivo Masters 1000 di Shanghai vince in doppio con John Isner superando nell'incontro decisivo in 2 set Henri Kontinen / John Peers; si mette in luce anche in singolare sconfiggendo al terzo turno il nº 6 ATP Milos Raonic, prima di cedere nei quarti a Gilles Simon. L'ottimo momento di forma continua sia in singolare, con la finale raggiunta a Stoccolma e i quarti a Parigi-Bercy che lo portano al 23º posto del ranking, sia in doppio, vincendo il titolo al 500 di Basilea con Marcel Granollers, arrivando nei quarti a Parigi-Bercy e risalendo in 16ª posizione.

### 2017, 3 titoli ATP, semifinale alle ATP Finals e top 10 in singolare
Comincia il 2017 raggiungendo con Coco Vandeweghe la finale di Hopman Cup, persa contro la Francia. La settimana dopo vince il titolo nell'ATP 250 di Auckland, dove batte Ryan Harrison, Jérémy Chardy, Steve Johnson e in finale João Sousa con il punteggio di 6-3 5-7 6-3. All'Australian Open supera in tre set Pierre-Hugues Herbert e Karen Chačanov e al terzo turno cede a Jo-Wilfried Tsonga. Il secondo titolo stagionale arriva in febbraio nell'ATP 250 di Delray Beach dove batte Radu Albot, Guillermo García López, Steve Johnson e Donald Young. Vince il torneo grazie al forfait della testa di serie numero 1 Milos Raonic, che non disputa la finale per un infortunio al ginocchio. In marzo raggiunge la semifinale nel Masters 1000 di Indian Wells battendo tra gli altri Grigor Dimitrov e il nº 5 del mondo Kei Nishikori; esce di scena per mano del futuro vincitore del torneo Roger Federer. La settimana successiva raggiunge la finale in doppio con Nicholas Monroe a Miami e viene sconfitto dalla coppia Łukasz Kubot / Marcelo Melo. Nello stesso torneo arriva ai quarti in singolare. Sulla terra rossa di Houston soccombe in semifinale al vincitore del torneo Steve Johnson.
Sulla terra rossa europea si distingue solo in doppio, con la semifinale raggiunta al Madrid Masters e i quarti agli Internazionali d'Italia. Non gioca in doppio al Roland Garros e a Wimbledon, tornei nei quali in singolare perde rispettivamente al primo turno da Jiří Veselý e al secondo da Sebastian Ofner. Inizia il tour americano sul cemento raggiungendo i quarti ad Atlanta e la semifinale a Washington, dove viene sconfitto da Kevin Anderson. Esce invece prematuramente nei Masters di Montréal e Cincinnati e agli US Open. Dopo una serie di sei sconfitte consecutive in singolare, inframmezzate dalla finale di doppio raggiunta con John Isner a Pechino e dalla partecipazione alla Laver Cup, torna a giocare nei quarti a Stoccolma e all'ATP 500 di Basilea, tornei nei quali si spinge in semifinale in doppio. Il 5 novembre vince il suo primo titolo Masters 1000 in singolare a Parigi-Bercy, battendo in finale	Filip Krajinović per 5–7, 6–4, 6–1. Questa vittoria gli permette entrare nella top 10, diventando il numero 1 degli Stati Uniti, e di qualificarsi per la prima volta alle ATP Finals di Londra. Supera il round-robin di questo torneo sconfiggendo Alexander Zverev e Marin Čilić prima di essere eliminato in semifinale da Grigor Dimitrov, che si aggiudicherà il titolo. Chiude l'anno all'8º posto mondiale, suo nuovo best ranking.

### 2018, titoli a Wimbledon, agli US Open e alle ATP Finals in doppio e nº 2 del mondo, crollo nel ranking in singolare
Non ripete le belle prove fornite all'inizio dell'anno prima alla Hopman Cup e a Auckland, vincendo un solo incontro fra tutti e due i tornei, per poi essere eliminato al primo turno all'Australian Open. Gli organizzatori del torneo di Auckland lo accusano di scarso impegno nell'incontro perso contro Peter Gojowczyk e non gli pagano i 100.000 dollari che gli sarebbero spettati. Non difende il titolo dell'anno precedente neanche a Delray Beach, dove esce al secondo turno contro il nº 228 ATP Reilly Opelka. Sempre a Delray Beach vince il torneo di doppio in coppia con Jackson Withrow. Stessa sorte a Indian Wells, dove perde al secondo incontro da Feliciano López e conquista il titolo in doppio in coppia con John Isner, superando in finale i favoriti Bob e Mike Bryan. A Miami vince un incontro in singolare ed esce subito in doppio.
La trasferta europea si rivela un disastro in singolare, con 7 sconfitte su 8 incontri, mentre in doppio conquista i titoli a Lione, in coppia con Nick Kyrgios, e soprattutto sull'erba di Wimbledon, dove in coppia con Mike Bryan batte in finale Raven Klaasen / Michael Venus e si assicura il secondo trionfo nello Slam londinese dopo il titolo del 2014. La crisi di risultati in singolare prosegue mentre in doppio, di nuovo in coppia con Mike Bryan, il 7 settembre trionfa nello Slam di casa, gli US Open, battendo in finale per 6-3, 6-1 Łukasz Kubot / Marcelo Melo. Il successo lo porta alla 2ª posizione della classifica mondiale, suo nuovo best ranking in doppio. Come l'anno precedente prende parte alla Laver Cup, dove i suoi 3 successi in doppio non sono sufficienti al Team World per aver ragione della squadra europea, che si aggiudica la sfida per 13-8. Raccoglie solo delusioni nel tour cinese, perdendo tutti gli incontri disputati sia in singolare che in doppio al 500 di Pechino e al Masters 1000 di Shanghai. Si riscatta parzialmente in singolare a fine stagione con i quarti di finale a Stoccolma e a Parigi-Bercy, dove però perde gran parte dei punti guadagnati con il trionfo del 2017 e precipita al 105º posto del ranking. In doppio arriva nei quarti a Stoccolma e si spinge in semifinale a Parigi. Corona la grande stagione disputata in doppio vincendo le ATP Finals assieme a Mike Bryan.

### 2019, infortunio, crollo in doppio e uscita dal ranking in singolare
Fa il suo esordio stagionale in gennaio all'Australian Open con una sconfitta al primo turno in singolare e raggiungendo il terzo turno in doppio. Deve quindi farsi operare al pollice e resta fuori dal circuito per 6 mesi. Rientra in luglio e subito raggiunge la semifinale in doppio ad Atlanta con Jackson Withrow, con il quale raggiunge i quarti agli US Open dopo aver battuto negli ottavi i fratelli Bryan. Nel frattempo gli sono andati in scadenza i punti accumulati con i trionfi in doppio dell'anno prima e passa dalla 2ª posizione di inizio stagione alla 121ª di novembre. In singolare vince nel 2019 un solo incontro, battendo Fognini alla Laver Cup, dove ottiene due vittorie anche in doppio. Il 4 novembre scadono i punti accumulati con i quarti in singolare a Parigi-Bercy 12 mesi prima e deve ripartire da 0 nel ranking. Chiude la stagione alla fase finale della Coppa Davis con una vittoria in doppio nella sfida tra Stati Uniti e Italia, dopo che entrambe le squadre erano state eliminate dal Canada.

### 2020, altri problemi fisici e lenta risalita nel ranking
La discopatia di cui soffre dalla fine della stagione precedente limita il suo rendimento nel 2020 e lo costringe a giocare pochi tornei. Inizia la stagione in febbraio al New York Open e arriva in semifinale in doppio con Nicholas Monroe, mentre in singolare subisce l'ennesima sconfitta al primo turno. Al successivo 250 di Delray Beach torna a vincere un incontro in singolare battendo Radu Albot ed esce di scena al secondo turno. Guadagna così i primi punti del ranking dopo quelli del novembre 2018 e rientra in classifica dopo esserne stato fuori per 15 settimane. Ai primi di marzo perde la finale in singolare al Challenger di Indian Wells contro Steve Johnson e sale dal 768º al 384º posto in classifica. Dopo la pausa del tennis mondiale per la pandemia di COVID-19 gioca pochi incontri, ma continua a risalire la classifica con il secondo turno raggiunto agli US Open e al Roland Garros, dove sconfigge il nº 36 del ranking Reilly Opelka. Nel corso della stagione ingaggia come coach l'ex nº 33 del mondo Alex Bogomolov Jr.. A fine anno è 253º in singolare e 134º in doppio.

### 2021: un titolo in doppio dopo tre anni
Nel dicembre 2020 si sposa e si trasferisce dal Kansas in Carolina del Nord, deve quindi riorganizzare gli allenamenti con Bogomolov per riprendere la condizione. Inizia la stagione 2021 solo in marzo nel circuito Challenger e raggiunge in singolare i quarti di finale quello stesso mese a San Pietroburgo e in aprile a Orlando, dove torna a vincere un titolo nel torneo di doppio. Il 6 giugno vince il primo titolo in singolare dopo 43 mesi dal Masters vinto a Parigi-Bercy, sconfiggendo 7-5, 6-4 Emilio Gómez nella finale del Challenger a Little Rock. In luglio, grazie a una wild card, gioca a Newport il suo primo torneo ATP della stagione, in singolare supera nell'ordine Alex Bolt e la testa di serie nº 3 Yoshihito Nishioka e viene eliminato in tre set nei quarti da Kevin Anderson; torna a vincere un titolo ATP dopo quasi tre anni (ATP Finals 2018) aggiudicandosi il torneo di doppio in coppia con William Blumberg, prevalendo in finale su Austin Krajicek e Vasek Pospisil con il punteggio di 6-2, 7-6.
Esce al secondo turno all'ATP 250 di Atlanta per mano di John Isner, che vincerà il titolo, e a fine torneo rientra nella top 200. Al successivo ATP 500 di Washington approfitta del ritiro di Yoshihito Nishioka e al secondo turno strappa un set a Nadal, che si impone al tiebreak del terzo parziale. Costretto al ritiro durante le qualificazioni al Cincinnati Masters, entra con una wild card nel tabellone principale degli US Open ed elimina nei primi due turni Yoshihito Nishioka e Aleksandr Bublik; al terzo turno incontra il nº 4 del mondo Alexander Zverev, domina il primo set e subito dopo deve ricorrere al time out medico per un problema alla gamba destra, tenta di continuare ma dopo aver perso i due parziali successivi si ritira durante il quarto. Il giorno dopo dà forfait all'incontro di secondo turno del torneo di doppio. Rientra dopo quasi un mese all'Indian Wells Masters ed esce al primo turno in singolare e al secondo in doppio.

### 2022: un titolo Masters 1000 e un ATP 500 in doppio
Raggiunge il secondo turno nei primi tornei ATP disputati nel 2022 a Dallas, Delray Beach e all'Indian Wells Masters, eliminato rispettivamente da Taylor Fritz, Reilly Opelka e dal nº 5 del mondo Stefanos Tsitsipas, dopo un match molto equilibrato. Nel torneo di doppio a Dallas raggiunge la semifinale in coppia con John Isner, assieme al quale torna a imporsi in un grande torneo vincendo in marzo l'Indian Wells Masters con il successo in finale su Santiago González / Édouard Roger-Vasselin. Rientra così dopo quasi 29 mesi nella top 100 di doppio, in 57ª posizione. Al successivo torneo ATP di Houston gioca in doppio con Kyrgios e vengono eliminati nei quarti. A maggio torna a vincere un titolo in singolare al Savannah Challenger. Eliminato da Daniel Masur nelle qualificazioni del Roland Garros, all'esordio stagionale sull'erba esce nei quarti di finale al Challenger di Nottingham e perde contro Zizou Bergs la finale nel successivo Challenger 125 di Ilkley; a fine torneo si porta al 102º posto nel ranking di singolare, il migliore dall'ottobre 2018. Al terzo turno di Wimbledon viene eliminato da Jason Kubler, mentre in doppio gioca con Denis Kudla e si ritirano durante il match dei quarti di finale.
Non supera il secondo turno in singolare nei primi tre tornei statunitensi sul cemento ma continua a fare risultati positivi in doppio; raggiunge la semifinale in coppia con Rajeev Ram ad Atlanta e vince il titolo a Washington assieme a Nick Kyrgios, risultati con cui sale al 41º posto nel ranking. Dopo il ritiro nel match di esordio in singolare agli US Open, vince due dei tre incontri di doppio nella fase a gironi delle finali di Coppa Davis, contribuendo al passaggio ai quarti di finale. Nella Laver Cup perde un incontro in singolare e ne vince due dei tre giocati in doppio, e per la prima volta il World Team conquista il trofeo. Viene sconfitto in doppio con Tommy Paul nell'incontro decisivo dei quarti di Coppa Davis contro l'Italia.

### 2023, semifinale a Indian Wells in doppio, ritiro.
Inizia il 2023 a fine gennaio e nei primi mesi gioca poco in singolare senza conseguire risultati importanti. In doppio gioca solo a Indian Wells in coppia con John Isner ed escono di scena in semifinale dopo che al primo turno avevano eliminato le teste di serie nº 3 Marcelo Arévalo / Jean-Julien Rojer. In seguito si prende una pausa e a maggio debutta con successo tra i professionisti del pickleball annunciando una sua possibile transizione dal tennis alla nuova disciplina.
Ad agosto firma un contratto che lo lega al circuito professionistico di pickleball PPA Tour. Dà l'addio al tennis agli US Open 2023, gioca in doppio in coppia con John Isner e disputa il suo ultimo incontro ufficiale in coppia con Coco Gauff nel doppio misto.

## Statistiche

### Singolare

#### Vittorie (4)
| Legenda              |
| Grande Slam (0)      |
| ATP Finals (0)       |
| ATP Masters 1000 (1) |
| ATP Tour 500 (0)     |
| ATP Tour 250 (3)     |

| N. | Data             | Torneo                                       | Superficie  | Avversario in finale | Punteggio      |
| 1. | 12 aprile 2015   | U.S. Men's Clay Court Championships, Houston | Terra rossa | Sam Querrey          | 7–6(9), 7–6(2) |
| 2. | 14 gennaio 2017  | Auckland Open, Auckland                      | Cemento     | João Sousa           | 6–3, 5–7, 6–3  |
| 3. | 26 febbraio 2017 | Delray Beach Open, Delray Beach              | Cemento     | Milos Raonic         | Walkover       |
| 4. | 5 novembre 2017  | Paris Masters, Parigi-Bercy                  | Cemento (i) | Filip Krajinović     | 5–7, 6–4, 6–1  |

#### Finali perse (4)
| Legenda              |
| Grande Slam (0)      |
| ATP Finals (0)       |
| ATP Masters 1000 (0) |
| ATP Tour 500 (0)     |
| ATP Tour 250 (4)     |

| N. | Data            | Torneo                                       | Superficie  | Avversario in finale  | Punteggio     |
| 1. | 25 ottobre 2015 | Stockholm Open, Stoccolma                    | Cemento (i) | Tomáš Berdych         | 6(1)–7, 2–6   |
| 2. | 16 gennaio 2016 | Auckland Open, Auckland                      | Cemento     | Roberto Bautista Agut | 1–6, 0–1 rit. |
| 3. | 10 aprile 2016  | U.S. Men's Clay Court Championships, Houston | Terra rossa | Juan Mónaco           | 6–3, 3–6, 5–7 |
| 4. | 23 ottobre 2016 | Stockholm Open, Stoccolma (2)                | Cemento (i) | Juan Martín del Potro | 5–7, 1–6      |

### Doppio

#### Vittorie (17)
| Legenda              |
| Grande Slam (3)      |
| ATP Finals (1)       |
| ATP Masters 1000 (4) |
| ATP Tour 500 (3)     |
| ATP Tour 250 (6)     |

| N.  | Data             | Torneo                                                            | Superficie  | Compagno          | Avversari in finale                      | Punteggio                     |
| 1.  | 3 marzo 2013     | Delray Beach International Tennis Championships, Delray Beach (1) | Cemento     | James Blake       | Maks Mirny Horia Tecău                   | 6–4, 6–4                      |
| 2.  | 5 luglio 2014    | Torneo di Wimbledon, Londra (1)                                   | Erba        | Vasek Pospisil    | Bob Bryan Mike Bryan                     | 7–6(5), 6(3)–7, 6–4, 3–6, 7–5 |
| 3.  | 27 luglio 2014   | Atlanta Open, Atlanta                                             | Cemento     | Vasek Pospisil    | Steve Johnson Sam Querrey                | 6–3, 5–7, [10–5]              |
| 4.  | 21 marzo 2015    | Indian Wells Masters, Indian Wells (1)                            | Cemento     | Vasek Pospisil    | Simone Bolelli Fabio Fognini             | 6–4, 6(3)–7, [10–7]           |
| 5.  | 11 ottobre 2015  | China Open, Pechino                                               | Cemento     | Vasek Pospisil    | Daniel Nestor Édouard Roger-Vasselin     | 3–6, 6–3, [10–6]              |
| 6.  | 15 ottobre 2015  | Stockholm Open, Stoccolma                                         | Cemento (i) | Nicholas Monroe   | Mate Pavić Michael Venus                 | 7–5, 6–2                      |
| 7.  | 16 ottobre 2016  | Shanghai Masters, Shanghai                                        | Cemento     | John Isner        | Henri Kontinen John Peers                | 6–4, 6–4                      |
| 8.  | 30 ottobre 2016  | Swiss Indoors Basel, Basilea                                      | Cemento (i) | Marcel Granollers | Robert Lindstedt Michael Venus           | 6–3, 6–4                      |
| 9.  | 25 febbraio 2018 | Delray Beach Open, Delray Beach (2)                               | Cemento     | Jackson Withrow   | Nicholas Monroe John-Patrick Smith       | 4–6, 6–4, [10–8]              |
| 10. | 17 marzo 2018    | BNP Paribas Open, Indian Wells (2)                                | Cemento     | John Isner        | Bob Bryan Mike Bryan                     | 7–6(4), 7–6(2)                |
| 11. | 26 maggio 2018   | Open Parc Auvergne-Rhône-Alpes Lyon, Lione                        | Terra rossa | Nick Kyrgios      | Roman Jebavý Matwé Middelkoop            | 7–5, 2–6, [11–9]              |
| 12. | 14 luglio 2018   | Torneo di Wimbledon, Londra (2)                                   | Erba        | Mike Bryan        | Raven Klaasen Michael Venus              | 6–3, 6(7)–7, 6–3, 5–7, 7–5    |
| 13. | 7 settembre 2018 | US Open, New York                                                 | Cemento     | Mike Bryan        | Łukasz Kubot Marcelo Melo                | 6–3, 6–1                      |
| 14. | 18 novembre 2018 | ATP Finals, Londra                                                | Cemento (i) | Mike Bryan        | Pierre-Hugues Herbert Nicolas Mahut      | 5–7, 6–1, [13–11]             |
| 15. | 18 luglio 2021   | Hall of Fame Open, Newport                                        | Cemento     | William Blumberg  | Austin Krajicek Vasek Pospisil           | 6–2, 7–6(3)                   |
| 16. | 20 marzo 2022    | Indian Wells Masters, Indian Wells (3)                            | Cemento     | John Isner        | Santiago González Édouard Roger-Vasselin | 7–6(4), 6–3                   |
| 17. | 7 agosto 2022    | Washington Open, Washington                                       | Cemento     | Nick Kyrgios      | Ivan Dodig Austin Krajicek               | 7–5, 6–4                      |

#### Finali perse (10)
| Legenda              |
| Grande Slam (0)      |
| ATP Finals (0)       |
| ATP Masters 1000 (6) |
| ATP Tour 500 (3)     |
| ATP Tour 250 (1)     |

| N.  | Data             | Torneo                                             | Superficie  | Compagno          | Avversari in finale                 | Punteggio           |
| 1.  | 24 febbraio 2013 | U.S. National Indoor Tennis Championships, Memphis | Cemento (i) | James Blake       | Bob Bryan Mike Bryan                | 1–6, 2–6            |
| 2.  | 17 agosto 2014   | Cincinnati Masters, Cincinnati                     | Cemento     | Vasek Pospisil    | Bob Bryan Mike Bryan                | 3–6, 2–6            |
| 3.  | 19 ottobre 2014  | Stockholm Open, Stoccolma                          | Cemento (i) | Treat Conrad Huey | Eric Butorac Raven Klaasen          | 4–6, 3–6            |
| 4.  | 4 aprile 2015    | Miami Open, Miami                                  | Cemento     | Vasek Pospisil    | Bob Bryan Mike Bryan                | 3–6, 6–1, [8–10]    |
| 5.  | 8 novembre 2015  | Paris Masters, Parigi                              | Cemento (i) | Vasek Pospisil    | Ivan Dodig Marcelo Melo             | 6–2, 3–6, [5–10]    |
| 6.  | 19 marzo 2016    | Indian Wells Masters, Indian Wells                 | Cemento     | Vasek Pospisil    | Pierre-Hugues Herbert Nicolas Mahut | 3–6, 6(5)–7         |
| 7.  | 15 maggio 2016   | Internazionali d'Italia, Roma                      | Terra rossa | Vasek Pospisil    | Bob Bryan Mike Bryan                | 6–2, 3–6, [7–10]    |
| 8.  | 9 ottobre 2016   | China Open, Pechino (2)                            | Cemento     | Bernard Tomić     | Pablo Carreño Busta Rafael Nadal    | 7–6(6), 2–6, [8–10] |
| 9.  | 1º aprile 2017   | Miami Open, Miami                                  | Cemento     | Nicholas Monroe   | Łukasz Kubot Marcelo Melo           | 5–7, 3–6            |
| 10. | 8 ottobre 2017   | China Open, Pechino (2)                            | Cemento     | John Isner        | Henri Kontinen John Peers           | 3–6, 6–3, [7–10]    |

### Doppio misto

#### Vittorie (2)
| Legenda                 |
| ----------------------- |
| Australian Open (0)     |
| Open di Francia (0)     |
| Torneo di Wimbledon (0) |
| US Open (1)             |
| Ori Olimpici (1)        |

| N. | Anno             | Torneo                          | Superficie | Partner               | Avversari in finale          | Punteggio           |
| 1. | 9 settembre 2011 | US Open, New York               | Cemento    | Melanie Oudin         | Gisela Dulko Eduardo Schwank | 7–6(4), 4–6, [10–8] |
| 2. | 14 agosto 2016   | Giochi Olimpici, Rio de Janeiro | Cemento    | Bethanie Mattek-Sands | Venus Williams Rajeev Ram    | 6(3)–7, 6–1, [10–7] |

## Risultati in progressione
| Sigla | Risultato               |
| ----- | ----------------------- |
| V     | Vincitore               |
| F     | Finalista               |
| SF    | Semifinalista           |
| O     | Oro olimpico            |
| A     | Argento olimpico        |
| SF    | Bronzo olimpico         |
| QF    | Quarti di Finale        |
| 4T    | Quarto turno            |
| 3T    | Terzo turno             |
| 2T    | Secondo turno           |
| 1T    | Primo turno             |
| RR    | Round Robin             |
| LQ    | Turno di qualificazione |
| A     | Assente                 |
| ND    | Non disputato           |

| Legenda superfici    |
| -------------------- |
| Cemento              |
| Terra battuta        |
| Erba                 |
| Superficie variabile |

Aggiornato a fine Indian Wells Masters del 2021.

### Singolare
| Tornei del Grande Slam             |               |               |     |               |               |               |       |               |               |               |               |               |               |     |         |         |         |
| Australian Open, Melbourne         | A             | A             | A   | Q1            | 2T            | A             | 2T    | 3T            | 1T            | 1T            | A             | A             | A             | A   | 0 / 5   | 4–5     | 44%     |
| Roland Garros, Parigi              | A             | A             | A   | 2T            | 3T            | 4T            | 3T    | 1T            | 1T            | A             | 2T            | A             | Q1            |     | 0 / 7   | 9–7     | 56%     |
| Wimbledon, Londra                  | A             | A             | A   | Q1            | 2T            | 1T            | 3T    | 2T            | 1T            | A             | ND            | A             | 3T            |     | 0 / 6   | 6–6     | 50%     |
| US Open, New York                  | 1T            | 2T            | 3T  | 3T            | 1T            | 2T            | 4T    | 1T            | 2T            | 1T            | 2T            | 3T            | 1T            |     | 0 / 13  | 13–13   | 50%     |
| Vittorie-Sconfitte                 | 0–1           | 1–1           | 2–1 | 3–2           | 4–4           | 4–3           | 8–4   | 3–4           | 1–4           | 0–2           | 2–2           | 2–1           | 2–2           | 0–0 | 0 / 31  | 32–31   | 51%     |
| Torneo di Fine Anno                |               |               |     |               |               |               |       |               |               |               |               |               |               |     |         |         |         |
| ATP Finals, Londra                 | A             | A             | A   | A             | A             | A             | A     | SF            | A             | A             | A             | A             | A             |     | 0 / 1   | 2–2     | 50%     |
| Vittorie-Sconfitte                 | 0–0           | 0–0           | 0–0 | 0–0           | 0–0           | 0–0           | 0–0   | 2–2           | 0–0           | 0–0           | 0–0           | 0–0           | 0–0           |     | 0 / 1   | 2–2     | 50%     |
| ATP World Tour Masters 1000        |               |               |     |               |               |               |       |               |               |               |               |               |               |     |         |         |         |
| Indian Wells Masters, Indian Wells | A             | A             | 1T  | 1T            | 1T            | 4T            | 3T    | SF            | 3T            | A             | ND            | 1T            | 2T            | 2T  | 0 / 10  | 11–10   | 52%     |
| Miami Open, Miami                  | Q1            | 1T            | A   | Q2            | 2T            | 3T            | 3T    | QF            | 3T            | A             | ND            | A             | 1T            |     | 0 / 7   | 8–7     | 53%     |
| Monte Carlo Masters, Monte Carlo   | A             | A             | A   | A             | A             | A             | A     | A             | A             | A             | ND            | A             | A             |     | 0 / 0   | 0–0     | –       |
| Madrid Masters, Madrid             | A             | A             | A   | A             | A             | 2T            | 3T    | 1T            | 1T            | A             | ND            | A             | A             |     | 0 / 4   | 3–4     | 43%     |
| Internazionali d'Italia, Roma      | A             | A             | A   | A             | Q1            | 1T            | 2T    | 3T            | 2T            | A             | A             | A             | A             |     | 0 / 4   | 4–4     | 50%     |
| Canadian Open, Montréal/Toronto    | A             | A             | A   | Q2            | 2T            | 3T            | 3T    | 2T            | 1T            | A             | ND            | A             | A             |     | 0 / 5   | 6–5     | 55%     |
| Cincinnati Masters, Cincinnati     | A             | A             | Q1  | 1T            | 1T            | 2T            | A     | 1T            | 1T            | Q1            | A             | Q1            | Q1            |     | 0 / 5   | 1–5     | 17%     |
| Shanghai Masters, Shanghai         | A             | A             | A   | Q2            | 3T            | 2T            | QF    | 1T            | 1T            | A             | Non disputato | Non disputato | Non disputato |     | 0 / 5   | 6–5     | 54%     |
| Paris Masters, Parigi              | A             | A             | A   | A             | 2T            | 1T            | QF    | V             | QF            | A             | A             | A             | A             |     | 1 / 5   | 11–4    | 73%     |
| Vittorie-Sconfitte                 | 0–0           | 0–1           | 0–1 | 0–2           | 5–6           | 10–8          | 13–7  | 15–7          | 5–8           | 0–0           | 0–0           | 0–1           | 1–2           | 1–1 | 1 / 45  | 50–44   | 53%     |
| Nazionale                          |               |               |     |               |               |               |       |               |               |               |               |               |               |     |         |         |         |
| Giochi Olimpici                    | Non disputati | Non disputati | A   | Non disputati | Non disputati | Non disputati | 1T    | Non disputati | Non disputati | Non disputati | Non disputati | A             | ND            | ND  | 0 / 1   | 0–1     | 0%      |
| Coppa Davis                        | A             | A             | A   | A             | A             | PO            | QF    | QF            | QF            | RR            | ND            | RR            | A             |     | 0 / 4   | 4–3     | 57%     |
| Vittorie-Sconfitte                 | 0–0           | 0–0           | 0–0 | 0–0           | 0–0           | 2–0           | 1–3   | 1–1           | 0–0           | 0–0           | 0–0           | 0–0           | 0–0           |     | 0 / 5   | 4–4     | 50%     |
| Statistiche Carriera               |               |               |     |               |               |               |       |               |               |               |               |               |               |     |         |         |         |
| Finali ATP World Tour              | 0             | 0             | 0   | 0             | 0             | 2             | 3     | 3             | 0             | 0             | 0             | 0             | 0             | 0   | 8       | 8       | 8       |
| Tornei vinti                       | 0             | 0             | 0   | 0             | 0             | 1             | 0     | 3             | 0             | 0             | 0             | 0             | 0             | 0   | 4       | 4       | 4       |
| Totale V–S                         | 0–1           | 1–2           | 5–7 | 10–13         | 27–20         | 35–18         | 37–21 | 38–22         | 9–22          | 1–4           | 3–4           | 6–5           | 7–11          | 2–3 | 181–153 | 181–153 | 181–153 |
| Ranking di fine anno               | 878           | 381           | 150 | 102           | 42            | 26            | 23    | 8             | 106           | –             | 310           | 145           | 131           |     | 55%     | 55%     | 55%     |

### Doppio
| Tornei del Grande Slam             |               |               |     |               |               |               |       |               |               |               |               |               |               |               |        |        |        |
| Australian Open, Melbourne         | A             | A             | A   | A             | A             | A             | QF    | A             | A             | 3T            | A             | A             | A             | A             | 0 / 2  | 4–2    | 67%    |
| Roland Garros, Parigi              | A             | A             | A   | 2T            | 3T            | QF            | 2T    | A             | 3T            | A             | 2T            | A             | A             |               | 0 / 6  | 10–6   | 62%    |
| Wimbledon, Londra                  | A             | A             | A   | A             | V             | 3T            | 3T    | A             | V             | A             | ND            | A             | QF            |               | 2 / 5  | 19–3   | 86%    |
| US Open, New York                  | A             | 1T            | 2T  | 1T            | 3T            | 1T            | A     | A             | V             | QF            | 2T            | 2T            | A             |               | 1 / 9  | 14–7   | 67%    |
| Vittorie-Sconfitte                 | 0–0           | 0–1           | 1–1 | 1–2           | 10–2          | 5–3           | 5–3   | 0–0           | 14–1          | 5–2           | 2–2           | 1–0           | 3–1           | 0–0           | 3 / 22 | 47–18  | 72%    |
| Torneo di Fine Anno                |               |               |     |               |               |               |       |               |               |               |               |               |               |               |        |        |        |
| ATP Finals, Londra                 | A             | A             | A   | A             | A             | A             | A     | A             | V             | A             | A             | A             | A             |               | 1 / 1  | 4–1    | 80%    |
| Vittorie-Sconfitte                 | 0–0           | 0–0           | 0–0 | 0–0           | 0–0           | 0–0           | 0–0   | 0–0           | 4–1           | 0–0           | 0–0           | 0–0           | 0–0           | 0–0           | 1 / 1  | 4–1    | 80%    |
| ATP World Tour Masters 1000        |               |               |     |               |               |               |       |               |               |               |               |               |               |               |        |        |        |
| Indian Wells Masters, Indian Wells | A             | A             | A   | A             | A             | V             | F     | 1T            | V             | A             | ND            | 2T            | V             | SF            | 3 / 7  | 22–3   | 88%    |
| Miami Open, Miami                  | A             | 1T            | A   | A             | SF            | F             | 1T    | F             | 1T            | A             | ND            | A             | A             |               | 0 / 6  | 11–6   | 65%    |
| Monte Carlo Masters, Monte Carlo   | A             | A             | A   | A             | A             | A             | A     | A             | A             | A             | ND            | A             | A             |               | 0 / 0  | 0–0    | –      |
| Madrid Masters, Madrid             | A             | A             | A   | A             | A             | QF            | QF    | SF            | 1T            | A             | ND            | A             | A             |               | 0 / 4  | 5–3    | 62%    |
| Internazionali d'Italia, Roma      | A             | A             | A   | A             | A             | SF            | F     | QF            | 2T            | A             | A             | A             | A             |               | 0 / 4  | 9–4    | 69%    |
| Canadian Open, Montréal/Toronto    | A             | A             | A   | A             | 1T            | 1T            | 2T    | 1T            | QF            | A             | ND            | A             | A             |               | 0 / 5  | 2–4    | 33%    |
| Cincinnati Masters, Cincinnati     | A             | A             | A   | A             | F             | 2T            | A     | 1T            | 2T            | 2T            | 1T            | A             | A             |               | 0 / 6  | 5–6    | 45%    |
| Shanghai Masters, Shanghai         | A             | A             | A   | A             | 2T            | 1T            | V     | 1T            | 2T            | A             | Non disputato | Non disputato | Non disputato |               | 1 / 5  | 5–3    | 62%    |
| Paris Masters, Parigi              | A             | A             | A   | A             | 2T            | F             | QF    | 2T            | SF            | A             | A             | A             | A             |               | 0 / 5  | 9–5    | 64%    |
| Vittorie-Sconfitte                 | 0–0           | 0–1           | 0–0 | 0–0           | 7–4           | 17–7          | 16–6  | 10–6          | 8–7           | 1–1           | 0–1           | 1–0           | 5–0           | 3–1           | 4 / 39 | 68–34  | 67%    |
| Nazionale                          |               |               |     |               |               |               |       |               |               |               |               |               |               |               |        |        |        |
| Giochi Olimpici                    | Non disputati | Non disputati | A   | Non disputati | Non disputati | Non disputati | SF    | Non disputati | Non disputati | Non disputati | Non disputati | A             | Non disputati | Non disputati | 0 / 1  | 4–1    | 80%    |
| Coppa Davis                        | A             | A             | A   | A             | A             | PO            | QF    | QF            | QF            | RR            | ND            | RR            | QF            |               | 0 / 6  | 8–3    | 73%    |
| Vittorie-Sconfitte                 | 0–0           | 0–0           | 0–0 | 0–0           | 0–0           | 0–0           | 4–1   | 2–0           | 1–0           | 2–0           | 0–0           | 1–0           | 2–3           |               | 0 / 6  | 11–4   | 73%    |
| Statistiche Carriera               |               |               |     |               |               |               |       |               |               |               |               |               |               |               |        |        |        |
| Finali ATP World Tour              | 0             | 0             | 0   | 1             | 2             | 2             | 3     | 2             | 0             | 0             | 0             | 0             | 0             | 0             | 10     | 10     | 10     |
| Tornei vinti                       | 0             | 0             | 0   | 1             | 2             | 3             | 2     | 0             | 6             | 0             | 0             | 1             | 2             | 0             | 17     | 17     | 17     |
| Totale V–S                         | 0–0           | 0–3           | 2–4 | 10–6          | 25–11         | 30–13         | 33–13 | 21–12         | 42–16         | 11–6          | 4–4           | 8–3           | 21–7          | 3–1           | 210–99 | 210–99 | 210–99 |
| Ranking di fine anno               | 687           | 370           | 168 | 101           | 15            | 19            | 16    | 39            | 2             | 119           | 133           | 153           | 43            |               | 68%    | 68%    | 68%    |

### Doppio misto
Aggiornato a tutto il 2021.
| Tornei del Grande Slam     |               |               |     |               |               |               |     |               |               |               |               |     |     |
| Australian Open, Melbourne | A             | A             | A   | 1T            | A             | A             | A   | A             | A             | A             | A             | A   | 0–1 |
| Roland Garros, Parigi      | A             | A             | A   | A             | A             | A             | A   | A             | A             | A             | ND            | A   | 0–0 |
| Wimbledon, Londra          | A             | A             | A   | A             | A             | A             | A   | 2T            | 3T            | A             | ND            | A   | 3–2 |
| US Open, New York          | 1T            | V             | 2T  | 1T            | A             | A             | A   | A             | A             | A             | ND            | A   | 5–3 |
| Vittorie-Sconfitte         | 0–1           | 4–0           | 1–1 | 0–2           | 0–0           | 0–0           | 0–0 | 1–1           | 2–1           | 0–0           | 0–0           | 0–0 | 8–6 |
| Olimpiadi                  |               |               |     |               |               |               |     |               |               |               |               |     |     |
| Giochi Olimpici            | ND            | ND            | A   | Non disputati | Non disputati | Non disputati | V   | Non disputati | Non disputati | Non disputati | Non disputati | A   | 4–0 |
| Vittorie-Sconfitte         | Non disputati | Non disputati | 0–0 | Non disputati | Non disputati | Non disputati | 4–0 | Non disputati | Non disputati | Non disputati | Non disputati | A   | 4–0 |